# Nyu
Els nyus (Connochaetes) són un gènere d'antílops. Pertanyen a la família dels bòvids, que inclou els mateixos antílops, els bous, les cabres, les ovelles i altres artiodàctils. Les dues espècies vivents d'aquest grup, el nyu de cua blanca (C. gnou) i el nyu blau (C. taurinus), són oriündes d'Àfrica. El registre fòssil indica que l'espècie septentrional i la meridional se separaren fa aproximadament un milió d'anys. El nyu negre ha romàs a la seva distribució original i ha canviat molt poc respecte a l'espècie ancestral, mentre que el nyu de cua blanca ha evolucionat més per a adaptar-se als herbassars oberts que habita al sud. La manera més fàcil de distingir les dues espècies és fixar-se en les diferències de coloració i l'orientació de les banyes.
El nyu blau és l'espècie de caça major més comuna de l'Àfrica oriental. Algunes poblacions migren a nous terrenys de pastura cada any. El nyu de cua blanca, d'altra banda, és nòmada. Les dues espècies es reprodueixen durant un període curt al final de l'estació plujosa. Les cries són actives i capaces de desplaçar-se amb el ramat poc després de néixer. Tanmateix, algunes sucumbeixen a carnívors de grans dimensions. Els nyus sovint pasturen en ramats mixtos amb zebres, cosa que els permet detectar depredadors amb més facilitat.

## Etimologia
El nom científic d'aquest animal, Connochaetes, prové de les paraules gregues κόννος, konnos, ‘barba’, i χαίτη, khaite, ‘crinera’. Algunes fonts apunten que «nyu» prové del nom en khoisan per a aquest animal, t'gnu, mentre que d'altres assenyalen que podria venir de !nu:, el nom pel qual els san es refereixen al nyu de cua blanca.

## Classificació

### Taxonomia i evolució
El gènere Connochaetes pertany a la família dels bòvids i a la subfamília dels alcelafins, on els seus parents més propers són el búbal, el damalisc de Hunter, i espècies del gènere Damaliscus, com el topi i el damalisc. El nom Connochaetes va ser encunyat pel zoòleg alemany Martin Lichtenstein el 1812.
Els colonitzadors neerlandesos van descobrir els nyus cap el 1700 mentre anaven cap a l'interior de Sud-àfrica. A causa de la seva similitud amb els bous, els van anomenar wildebeest, "bou salvatge" en neerlandès. Els colonitzadors van descobrir el nyu blau, que habitava la part superior de Sud-àfrica, un segle després, cap l'any 1800.
A principis de segle XX es va identificar una espècie de nyu a l'Àfrica oriental, C. albojubatus. El 1914 es van introduir dues races separades de nyu, Gorgon a. albojubatus ("nyu de barba blanca de l'Athi ") i G. a. mearnsi ("nyu de barba blanca del Loita"). Tanmateix, el 1939 es van tornar a fusionar en una sola raça, Connochaetes taurinus albojubatus. A mitjan segle xx, se'n van reconèixer dues formes separades, Gorgon taurinus hecki i G. t. albojubatus. Finalment, es van acabar identificant dos tipus de nyu, el nyu blau i el de cua blanca. En un principi, es va separar en nyu blau en un gènere diferent, Gorgon, mentre que el nyu de cua blanca pertanyia al gènere Connochaetes. Actualment, totes dues espècies pertanyen a un únic gènere Connochaetes, on el nyu de cua blanca rep el nom de C. gnou i el nyu blau és C. taurinus.
Segons anàlisis d'ADN mitocondrial, s'estima que el nyu de cua blanca va divergir del llinatge principal durant el Plistocè mitjà, i es va convertir en una espècie diferent fa aproximadament un milió d'anys. S'ha calculat una taxa de divergència que ronda el 2%. La separació no sembla haver estat causada per la competència de recursos, sinó perquè cada espècie va adoptar un nínxol ecològic diferent i ocupava un nivell tròfic diferent.
Les troballes de fòssils de nyu blau de 2,5 milions d'anys d'antiguitat són relativament habituals. Se n'han trobat en coves al Bressol de la Humanitat, al nord-oest de Johannesburg. També se'n troben en altres jaciments de Sud-àfrica, com Elandsfontein, Cornelia, i Florisbad. Els fòssils de nyu de cua blanca més antics es van trobar en roca sedimentària a Cornelia, a l'Estat Lliure, i daten de fa 800.000 anys. Avui dia es reconeixen cinc subespècies de nyu blau, mentre que el nyu de cua blanca no en té cap.

### Genètica i híbrids
El número de cromosomes diploide en els nyus és 58. S'han fet estudis cromosòmics amb exemplars de nyu mascle i femella. En les femelles, es va trobar que tots els cromosomes eren acrocèntrics tret d'un parell de cromosomes submetracèntrics molt grans. Es va estudiar la metafase en els cromosomes masculins, i també s'hi van trobar grans cromosomes submetacèntrics, similars que s'havien trobat als femenins tant en mida com en morfologia. La resta de cromosomes eren acrocèntrics. El cromosoma X és gran i acrocèntric, mentre que el cromosoma Y és petit.
Les dues espècies de nyu es poden hibridar. Se sap de nyus de cua blanca mascles que s'han aparellat amb nyus blaus femella, i a l'inrevés. Les diferències en el comportament social i hàbitats havien minimitzat la hibridació interespecífica, però pot ocórrer quan les dues espècies es troben confinades en una mateixa regió. La descendència generada acostuma a ser fèrtil. L'estudi d'aquests híbrids a la Reserva Natural de Spioenkop Dam, a Sud-àfrica, va revelar que molts presentaven anormalitats desfavorables a les seves dents, banyes i als ossos suturals del crani. Un altre estudi va informar d'un increment de la mida de l'híbrid en comparació amb qualsevol dels seus dos progenitors. En alguns animals, la bulla timpànica de l'os temporal està molt deformada, i en altres, el radi i l'ulna estan fusionats.

### Característiques
Totes dues espècies de nyu són ungulats grisosos-marronosos amb banyes i un nombre parell de dits. Els mascles són més grossos que les femelles, i tots dos presenten un quart davanter més fort en comparació amb el quart del darrere. Tenen morros amples, un nas aguilenc, i una crinera i un nas peluts.
Les diferències més notables entre els nyus blaus i els de cua blanca són l'orientació i la curvatura de les seves banyes, així com el color del seus pelatges. El nyu blau és el més gran entre les dues espècies. Pel que fa als mascles, els nyus blaus fan 150 cm d'alçada fins l'espatlla i pesen uns 250 kg, mentre que els nyus de cua blanca fan 111-120 cm d'alçada i pesen al voltant de 180 kg. Pel que fa a les femelles, els nyus blaus fan una alçada de 135 cm i pesen 180 kg, mentre que els nyus de cua blanca arriben als 108 cm d'alçada a l'espatlla i pesen 155 kg. Les banyes dels nyus blaus surten cap als costats, es corben cap a sota i finalment tornen a corbar-se cap amunt en direcció al crani; les banyes dels nyus de cua blanca es corben cap endavant i després cap enrere, i finalment cap amunt a les puntes. Els nyus blaus acostumen a ser d'un color gris fosc amb ratlles, però poden tenir una brillantor blava. El nyu de cua blanca presenta un pelatge de color marró, amb una cua de color crema, i una crinera que pot ser des de color crema fins a color negre.
El nyu blau viu en hàbitats molt variats, incloent-hi boscos i prats, mentre que el nyu de cua blanca tendeix a viure únicament en grans prats oberts. En algunes zones, el nyu blau migra grans distàncies durant l'hivern, mentre que el nyu de cua blanca no. La llet del nyu de cua blanca té més contingut proteic, menys greix i menys lactosa que la llet del nyu blau. Els nyus poden arribar a viure més de 40 anys, malgrat que la seva esperança de vida ronda els 20 anys.

## Distribució i hàbitat
Els nyus viuen a les planes i boscos oberts de parts d'Àfrica al sud del Sàhara. El nyu de cua blanca és nadiu de la regió més meridional del continent. La seva distribució històrica incloïa Sud-àfrica, Eswatini i Lesotho, però als dos darrers països fou caçat fins a extingir-s'hi durant el segle xix. Se n'hi han reintroduït poblacions, i també s'ha introduït a Namíbia, on s'ha establert bé. Viu en planes obertes, praderies i matollars del Karoo tant en regions muntanyoses escarpades com en turons ondulats d'altituds entre 1.350 i 2.150 metres. Al passat, el nyu de cua blanca habitava les praderies temperades del Highveld durant la temporada seca d'hivern i la regió àrida del Karoo durant les pluges; tanmateix, a conseqüència de la caça, ja no ocupa el seu rang històric o fa migracions, i avui en dia es troben principalment en granges de caça i reserves protegides.
El nyu blau és nadiu de l'Àfrica oriental i meridional. Es troba a Kenya, Tanzània, Botswana, Zàmbia, Zimbàbue, Moçambic, Sud-àfrica, Eswatini i Angola. Ja no es troba a Malawi però s'ha reintroduït amb èxit a Namíbia. Aquesta espècie es troba sobretot en pastures d'herba baixa que limiten amb sabanes d'acàcia cobertes de matolls, i prosperen en zones que no són ni massa humides ni massa seques. Es poden trobar en hàbitats que varien des de zones sobrepasturades fins a planes d'inundació obertes i boscoses. A l'Àfrica oriental, el nyu blau és l'espècie de caça gran més abundant, tant en població com en biomassa. És un dels aspectes més notables del Parc Nacional del Serengeti a Tanzània, de la Reserva Nacional Masai Mara a Kenya, i del Parc Nacional Liuwa Plain a Zàmbia.

### Migracions
No tots els nyus són migratoris. Els ramats de nyus de cua blanca sovint són nòmades o tenen zona d'1 km² on viuen habitualment. Els mascles poden ocupar territoris, sovint separats per uns 100−400 metres, però aquesta separació varia segons la qualitat de l'hàbitat. En condicions favorables, poden estar a una proximitat de fins a 9 metres, però aquesta distància s'amplia fins als 1.600 metres en hàbitats pobres. Els ramats de femelles tenen àrees de distribució de 100 hectàrees. Els ramats de mascles solters no territorials vaguen com volen, i no semblen tenir cap restricció per on poden passejar.
Els nyus blaus tenen poblacions migratòries i sedentàries. A l'Ngorongoro, la major part d'animals són sedentaris, i els mascles mantenen una xarxa de territoris durant l'any, malgrat que la reproducció és estacional. Les femelles i les cries formen grups de 10 individus o s'uneixen en agrupacions més grans, i els mascles no territorials tendeixen a unir-se entre ells. Als ecosistemes del Serengeti i Tarangire, les poblacions solen ser migratòries, amb ramats dels dos sexes movent-se freqüentment, però també existeixen poblacions residents. Durant l'època de zel, els mascles poden formar territoris temporals durant algunes hores o dies per tal d'unir-se amb diverses femelles i aparellar-s'hi, però han de desplaçar-se poc després, generalment cap endavant per establir un nou territori temporal.
A la reserva de caça de Maasai Mara, una població no migratòria de nyus blaus havia decrescut de 119.000 animals el 1977 fins a 22.000 exemplars el 1997. Es creu que la raó principal d'aquest declivi és la competència creixent entre bous i nyus per una zona de pastura cada cop més petita a causa de canvis en les pràctiques agrícoles, així com fluctuacions en la precipitació.
Cada any, algunes poblacions de nyu blau de l'Àfrica oriental fan una migració de llarga distància, que segons sembla es fa coincidint amb el patró anual de precipitació i creixement de l'herba. La temporització de les seves migracions tant a les estacions plujoses com seques pot variar considerablement (de l'ordre de mesos) entre anys. Al final de l'estació humida (maig o juny a l'Àfrica oriental), els nyus migren cap a les àrees on hi ha l'estació seca a causa de la manca d'aigua superficial potable. Quan la temporada de pluges torna uns mesos després, els animals ràpidament tornen a la seva distribució de l'estació humida. Entre els factors que se sospita que afecten les migracions hi ha l'abundància de menjar, la disponibilitat d'aigua superficial, la presència de depredadors i el contingut de fòsfor a l'herba. El fòsfor és un element crucial per a totes les formes de vida, especialment per als bòvids lactants femenins. Com a conseqüència, durant l'estació humida, els nyus trien àrees de pastura que contenen alts nivells de fòsfor. Un estudi va trobar que, a més del fòsfor, els nyus també seleccionen zones amb herba que té un contingut de nitrogen relativament elevat.
La fotografia aèria ha revelat que el nivell d'organització que es dona en el moviment d'un ramat no pot ser aparent a cada animal individual. Per exemple, la part davantera del ramat migratori té forma d'onada; això suggereix que hi ha un cert nivell de presa de decisions a nivell local. Molts documentals ensenyen nyus creuant rius, molts dels quals sucumbeixen als cocodrils o s'ofeguen en l'intent. Malgrat l'aparença de frenesia, investigacions recents han demostrat que els ramats de nyus presenten intel·ligència d'eixam, és a dir, els animals exploren i superen els obstacles sistemàticament com a una sola entitat.

## Ecologia

### Depredadors

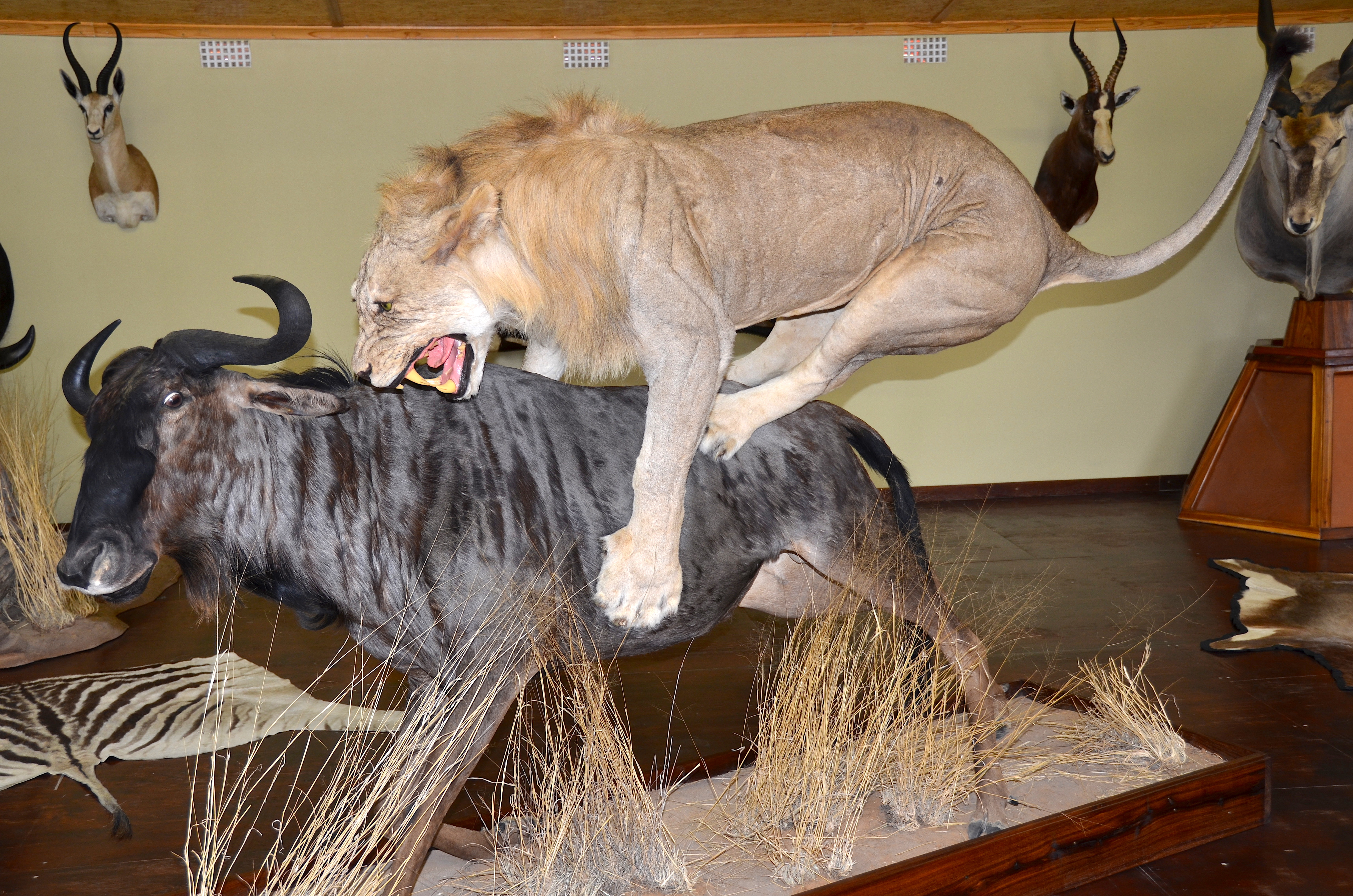
Lleó i nyu blau taxidermitzats, a Namíbia

Els principals depredadors del nyu són el lleó, la hiena, el licaó, el guepard, el lleopard, i el cocodril, que sembla preferir el nyu a qualsevol altra possible presa. Tanmateix, els nyus són molt forts, i poden fer ferides prou importants, fins i tot als lleons. Els nyus poden córrer a una velocitat màxima d'uns 80 km/h. La seva principal tàctica defensiva és unir-se en grups, on els individus joves són protegits pels adults més grans, mentre tot el ramat corre en grup. En general, els depredadors intenten aïllar un animal jove o malalt i l'ataquen sense preocupar-se del ramat. Els nyus han desenvolupat altres comportaments de cooperació sofisticats, com tornar-se per fer guàrdies per protegir-se d'atacs nocturns mentre altres animals dormen.
Els voltors segueixen de prop les migracions de nyus, ja que les carcasses de nyu són una font de menjar important per a aquests carronyers. Els voltors consumeixen vora un 70% de les carcasses de nyu disponible. Els decreixements en el número de nyus que migren també han tingut un impacte negatiu en la població de voltors. A l'ecosistema del Serengeti, els nyus faciliten la migració d'altres animals pasturadors més petits, com la gasela de Thomson (Eudorcas thomsonii), que menja herba acabada de créixer estimulada pel rastreig de menjar dels nyus.

### Interaccions amb no-depredadors
Les zebres i els nyus s'agrupen en ambients oberts de sabana on tenen altes probabilitats de ser caçats. Aquesta estratègia els permet reduir el risc de depredació, ja que els grups grans disminueixen la possibilitat de cada individu de ser caçat, i els depredadors es veuen més fàcilment en àrees obertes. La presència estacional de milers de nyus redueix la depredació local de lleons a cries de girafa, fet que n'incrementa les possibilitat de supervivència.
Els nyus també poden escoltar els crits d'alerta d'altres espècies, i en fer-ho, poden reduir el seu propi risc de ser depredats. Segons un estudi, igual que altres ungulats, els nyus responien més als crits d'alerta dels babuïns en comparació amb els seus crits de competència, malgrat que els dos senyals tenien patrons, amplituds i durades similars. Els crits d'alarma eren una resposta dels babuïns als lleons, mentre que els de competència es donaven quan hi havia una disputa entre dos mascles. Els nyus competeixen per la pastura amb bestiar domesticat, i sovint els grangers els culpen d'encomanar malalties i paràsits al seu bestiar.

### Reproducció
Els nyus no formen vincles d'aparellament permanents, i durant l'època de zel els mascles estableixen territoris temporals d'uns 3.000 m² on intenten atreure les femelles. Els mascles defensen aquests territoris d'altres mascles mentre competeixen per les femelles, utilitzant grunyits i comportaments específics per seduir-les cap al seu territori. Els nyus solen aparellar-se a finals de l'època humida, quan els animals estan ben alimentats i al seu pic d'aptitud física. En general, això ocorre entre el maig i el juliol, i les cries neixen entre el gener i el març, a principis de l'època humida. Les femelles de nyu es reprodueixen estacionalment i ovulen espontàniament.
El cicle estral dura uns 23 dies i el període de gestació dura entre 250 i 260 dies. Les cries pesen uns 21 kg en néixer i s'acaben posant dempeus en pocs minuts; poc després, ja es poden moure amb el ramat, un factor clau per a la seva supervivència. El principal depredador de les cries és la hiena tacada. El període on es produeixen més parts dura 2–3 setmanes, i en petites subpoblacions i grups aïllats, la mortalitat de les cries pot arribar al 50%. Tanmateix, en grups més grans, o en grups petits que viuen prop de ramats grans, les taxes de mortalitat poden trobar-se per sota del 20%.
Els grups de nyus joves i femelles viuen en zones petites establertes pel mascle. Quan s'uneixen grups de nyus, la proporció entre femelles i mascles és gran perquè les femelles opten per traslladar-se a les zones on hi ha un nombre menor de mascles. El valor elevat d'aquesta relació podria donar-se a causa de la caça furtiva i pertorbacions humanes; s'ha atribuït l'elevada mortalitat dels mascles a la caça.

## Amenaces i conservació
La Unió Internacional per a la Conservació de la Natura ha classificat el nyu de cua blanca com a espècie en risc mínim a la seva Llista Vemella. Actualment, les poblacions d'aquesta espècie estan creixent. Es creu que hi ha més de 18.000 individus vius, 7.000 dels quals a Namíbia, fora de la seva distribució natural, on es cria en granges. Aproximadament un 80% dels nyus es troben en zones privades, mentre que el 20% restant està confinat en àrees protegides. La seva introducció a Namíbia ha estat un èxit i el número d'exemplars ha crescut substancialment, dels 150 el 1982 fins als 7.000 el 1992.

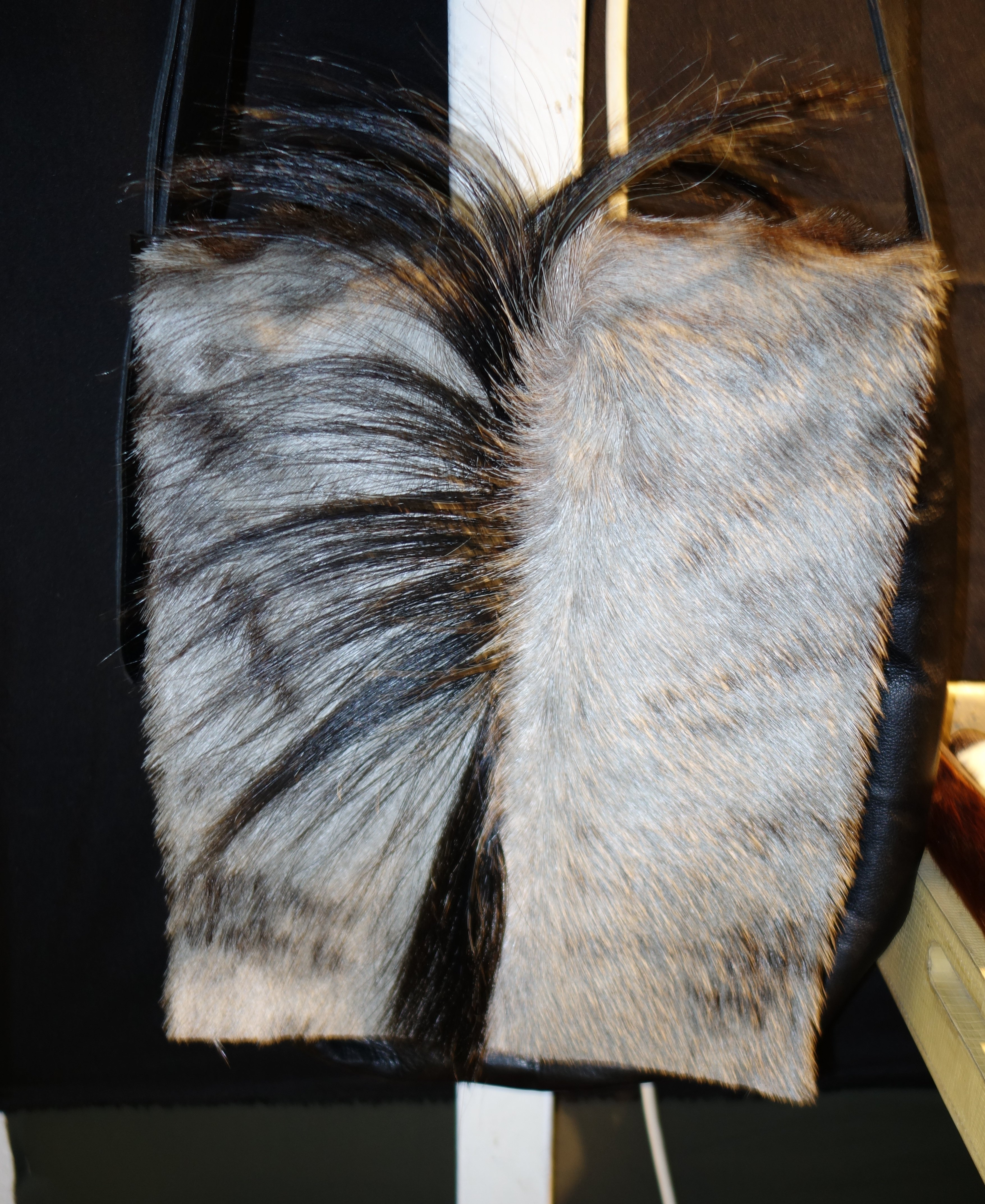
Bossa feta amb pell de nyu

El nyu blau també s'ha classificat a la categoria de risc mínim. La tendència poblacional és estable, i s'estima que n'hi ha 1.500.000 exemplars – principalment a causa de l'increment de la població al Parc Nacional del Serengeti (Tanzània) fins a 1.300.000 a data de 1998. Ara bé, el nombre d'exemplars d'una de les subespècies, el nyu blau oriental (C. t. albojubatus), ha decrescut substancialment. La densitat de població varia des de 0,15/km² als parcs nacionals de Hawnge i Etosha fins a 35/km² a la zona de conservació de l'Ngorongoro i al Parc Nacional del Serengeti.
Com a procés biològic, una migració terrestre necessita paisatges grans i connectats, que cada cop són més difícils de mantenir, especialment a llarg termini, quan competeixen amb necessitats humanes. L'amenaça més important prové de barreres a la migració, com tanques i carreteres. El 1983 les autoritats de Botswana van col·locar milers de quilòmetres de tanques al Kalahari que impedien que els nyus arribessin a abeuradors i pastures. Això va causar la mort de desenes de milers de nyus, reduint-ne la població fins a menys del 10% de la seva mida anterior. La caça furtiva és una preocupació important per a la conservació dels nyus en diverses zones, juntament amb les amenaces naturals que suposen els principals depredadors. També es considera que la hibridació entre les dues espècies de nyu allà on comparteixen hàbitat és un potencial perill per al nyu de cua blanca.

## Usos i interacció amb humans
Els nyus proporcionen diversos productes animals útils per als humans. De la pell se'n pot fer cuir d'alta qualitat, i la seva carn és dura i seca. La carn de nyu és una delicadesa, i és un producte alimentari important a l'Àfrica; al sud del continent, es cuina per fer biltong. La carn de les femelles és més tendra que la dels mascles, i és especialment tendra durant la tardor. Els nyus són un objectiu habitual dels caçadors furtius ja que són fàcils de trobar. La carcassa s'acostuma a tallar en 11 peces. El 2008, el preu estimat de la carn de nyu era de 0,47 dòlars per quilogram. La cua del nyu de cua blanca s'utilitza per fer matamosques o chowries.
Els nyus beneficien l'ecosistema incrementant la fertilitat del sòl amb els seus excrements. Són econòmicament importants per als humans, en tractar-se d'una atracció turística destacada. Nogensmenys, també poden tenir un impacte negatiu sobre els humans. Els individus salvatges poden competir amb el bestiar comercial, i poden encomanar malalties i causar epidèmies entre animals, especialment entre el bestiar domèstic. També poden escampar paparres, estrongílids, tènies, mosques i cucs paràsits del gènere Paramphistomum.

### Representacions en la cultura popular

El nyu és la mascota del projecte de programari lliure GNU.

El nyu apareix a l'escut d'armes de l'antiga Província de Natal i de l'actual KwaZulu-Natal a Sud-àfrica. Les autoritats sud-africanes han emès diversos segells on apareix l'animal, i la Seca de Sud-àfrica ha encunyat monedes de dos cèntims amb un nyu de cua blanca rampant.
L'animal també apareix en pel·lícules i programes de televisió, com Khumba (Mama V), The Wild (Kazar i els seus sequaços), All Hail King Julien (Vigman Wildebeest), Phineas and Ferb (Newton el Nyu), The Great Space Coaster (el presentador Gary Gnu), i The Lion King (l'estampida de nyus que provoca la mort de Mufasa).
Michael Flanders va escriure una cançó d'humor titulada "The Gnu", que va ser molt popular quan la va interpretar amb Donald Swann en una revista anomenada At the Drop of a Hat, estrenada a Londres el 31 de desembre de 1956.
Durant la dècada de 1970, la marca de te britànica Typhoo va fer una sèrie d'anuncis de televisió on apareixia un nyu antropomorf animat.
El nyu és la mascota del projecte GNU i del sistema operatiu GNU.
A la saga de llibres il·lustrats Llama Llama d'Anna Dewdney, un nyu antropomorf de nom Nelly Gnu és la millor amiga del personatge principal, i també apareix en el seu propi llibre Nelly Gnu and Daddy Too. A la saga Discmón de Terry Pratchett apareixen uns animals anàlegs dels nyus, anomenats "bewilderbeest", que habitaven Howonderland.